# Butera
Butera est une commune italienne de la province de Caltanissetta dans la région Sicile en Italie.

## Géographie
La commune est située dans la plaine de Gela.

## Histoire
Deux sites archéologiques attestent d'une occupation importante par les Sicules et les Sicanes, influencés par les Grecs avec qui ils ont des contacts dès le IIe millénaire av. J.-C., notamment entre le XIIIe siècle av. J.-C. et le XIe siècle av. J.-C., plusieurs siècles avant la fondation de Gela (689 av. J.-C.) : le Monte Desusino (près de la route entre Agrigente et Géla), dont le sommet, à 428 m, a été protégé au Ve siècle av. J.-C. par un rempart de pierres sèches, de 2 m d'épaisseur et 5 km de long ; le rocher de Butera, à l’est, dont la nécropole remonte au moins au VIIIe siècle av. J.-C. (tombes fermées par des portes décorées de spirales  et vases) puis s’imprègne de la culture grecque à partir du VIIe siècle av. J.-C. jusqu'à ce qu'elle domine au VIe siècle av. J.-C. Au flanc du rocher, Fontana Calda possède une source thermale autour de laquelle un sanctuaire siculo-grec consacrée à la Nymphe Polystéphanos dès le VIIe siècle av. J.-C. et doté d'un temple par la cité de Géla au début du Ve siècle av. J.-C.. 

## Administration
| Période                                  | Période | Identité | Étiquette | Qualité |
| ---------------------------------------- | ------- | -------- | --------- | ------- |
|                                          |         |          |           |         |
| Les données manquantes sont à compléter. |         |          |           |         |

### Hameaux
Butera Scalo

### Communes limitrophes
Gela, Licata, Mazzarino, Ravanusa,  Riesi

## Personnalités liées à Butera
- Ibn-Omar, poète arabe né à Butera au XIIe siècle, appartenant à la cour de Roger II de Sicile.